# Batrachoseps diabolicus
Batrachoseps diabolicus é uma espécie de salamandra da família Plethodontidae.
É endémica dos Estados Unidos da América.
Os seus habitats naturais são: florestas temperadas e matagal de clima temperado.